# Афіна з Пірея
Афіна Пірейська — статуя з бронзи, датована четвертим століттям до нашої ери, яка зараз перебуває в Археологічному музеї Пірею.

## Відкриття
Скульптуру Афіни було знайдено у 18 липня 1959 році двома робітниками, Андреасом Саккеліоном і Ніколасом Кордонорісякі, які бурили землю для встановлення труб. Спочатку бронзові артефакти знайшли на глибині 1,5 метрів під землею і вже через декілька днів на перехресті вулиць Georgiou I і Philonos було виявлено скульптуру. Розкопками займався Ефтіміос Мастрокостас, грецький археолог. Статую Афіни Пірейської знайшли разом з 3 великими бронзовими скульптурами та ще декілька бронзових елементів. Вона виявилась в дуже хорошому стані, однак, за словами вченого Штайнгауера, зазнала деякої шкоди через те, що довгий час лежала на мокрій підлозі Пірейського музею.

## Історія
Існує декілька теорій походження Афіни Пірейської. Статуя знаходилась недалеко від головної гавані міста. Статуї були укладені акуратно, одна поруч з іншою або одна на іншу, і знаходилися в свого роду контейнерах, з м'якими стінами і підставою шириною в шістдесят п'ять сантиметрів. Подібні ж стародавні стелажі довжиною в добрих шість метрів були знайдені в 1956 році неподалік, біля маленької церкви. Багато вчених вважають, що скульптуру готували до відправлення морем, вона була, як і решта, упакована.
Шар землі над статуями був весь у слідах пожежі, зола покривала його щільно і подекуди зустрічалися шматки стародавньої покрівлі. Одна рука у бронзового юнака була чорним-чорна від диму і кіптяви.
На місці також знайшли монету, датовану 87-86 роком до нашої ери, на якій був зоображений цар Понту Мітрідат Євпатор. Відомо, що Пірей був захоплений Луцієм Корнелієм Суллою у 86 році до нашої ери, багато науковців висувають 2 теорії.
- Перша заключається в тому, що статуї збирались відправити, щоб вберегти від нападу римлян.
- Друга — статуї були доставлені в Італію римлянами, як частину їхньої здобичі.

Вважається, що спочатку статуя Афіни була в святилищі Зевса та Афіни Покровителів (Zeus Soter and Athena Soteira), оскільки її пеплос Афіни схожий на драпірування пеплосу статуї Ейрени, роботи скульптури Кефісодота Старшого. А от на думку інших вчених скульптура бул доставлена з острову Делос, бо решта три статуї були з зоображенням Артеміди, а цей острів вважається місцем її народження.
Спеціалісти переконані, що данний витвір мистецтва був створений в 360—340 роках до нашої ери.

## Опис
За довжиною скульптура — 2,35 метра і вважається культовою статуєю.
Афіна одягнута у пеплос, відкритий з правої сторони. Одяг виглядає важким, про це свідчать глибокі складки тканини. Важкий одяг підкреслює, що статуя була не з початку IV, а ймовірно, до середини, оскільки раніше в IV столітті стильною була розкішна прозора тканина. Ми бачимо Афіну в пеплосі, виготовленому з товстої тканини, який увійшов у моду пізніше, протягом четвертого століття, за словами вченого Джона Педлі. Поверх пеплосу по діагоналі на її тілі є егіда у вигляді мініатюрної голови Горгони, переплетоної зміями, невеликі розміри яких, роблять їх більше схожим на ознаку особистості Афіни, ніж на справжню частину озброєння. Вважають, що таке діагональне положення егіди надають Афіні ефекту «коливання», для того, щоб глядач зосередив увагу на те, що вона тримала у правій руці: в долоні і в великому пальці цієї руки є отвір, який натякає нам, що вона тримала у руці предмет, проте ідентичність його не встановлена. Припускають, що це була сова (символ мудрості) або богиня Ніка (символ перемоги), а також існує думка, що в лівій її руці був спис чи щит.
Окрім цього на голові є шолом, який також допомагає нам у датуванні скульптури. Коринфський шолом, став популярний в четвертому столітті, на відміну від аттичного шолому, в яких Афіна зображена на деяких скульптурах. Шолом прикрашений грифонами з кожної сторони гребеня, а дві сови на козирку.
Вчений Нір часто згадує про Пірейську Афіну, яка здається доступною. Це є різким контрастом від архаїчного стилю, де боги часто зображувалися суворими. Про доступність свідчить її поза: нога Афіни була розлаблена, а вся ваша перенесена на праву ногу. Її обличчя набуває пасивного та ніжного виразу.
Встановлено, що Пірейська Афіна є оригіналом, і багато хто вважає, що Афіна Маттеї, яка виставлена в Луврі, є єдиною існуючою її копією, хоча її права рука знаходиться в іншому положенні.
Скульптура покрита поверхневою корозією.

## Автор роботи
Доволі суперечливе питання, хто є автором циєї роботи, тому багато мистецтвознавців розділяються в думках. Деякі кажуть, що це могла бути робота Кефісодота (Cephisodotos), який, як відомо, зробив статую Афіни в четвертому столітті до нашої ери. Інші кажуть, що це може бути робота Євфранора, оскільки вона має схожість з однією з його інших робіт, «Аполлоном Патрусом» .Подібності (повне обличчя та довгу шию) вказують на схожість стилю, на думку вченого Ольги Палагії.